# Soligalitsch
Soligalitsch (russisch Солигалич) ist eine Kleinstadt in der Oblast Kostroma (Russland) mit 6438 Einwohnern (Stand 14. Oktober 2010).

## Geografie
Die Stadt liegt in den Ausläufern der Galitscher Höhen etwa 220 Kilometer nordöstlich der Oblasthauptstadt Kostroma am gleichnamigen Fluss Kostroma, einem linken Nebenfluss der Wolga.
Soligalitsch ist Verwaltungszentrum des gleichnamigen Rajons.
Seit dem Ende der 1950er Jahre ist Soligalitsch über eine Nebenstrecke mit der etwa 20 Kilometer nördlich verlaufenden sogenannten Monsa-Eisenbahn (Монзенская железная дорога/Monsenskaja schelesnaja doroga; benannt nach der Monsa, einem Nebenfluss der Kostroma) verbunden. Diese Strecke wurde ab den 1930er Jahren für die forstwirtschaftliche Erschließung des Grenzgebietes der Oblaste Wologda und Kostroma errichtet. Diese beginnt in Wochtoga an der Strecke Wologda–Bui und erreichte Ende der 1980er Jahre den Fluss Kema etwa 50 Kilometer westlich Nikolsk. Sie ist mit 238 Kilometern Länge des Hauptzweiges eine der bedeutendsten nichtöffentlichen Industriebahnen Russlands.

## Geschichte
Der Ort wurde erstmals 1335 als Sol Galizkaja in einer Urkunde Iwan Kalitas erwähnt. Die Bezeichnung ist abgeleitet von sol, dem russischen Wort für Salz, und dem Namen der älteren Stadt Galitsch etwa 80 Kilometer südlich, bedeutet also Galitscher Salz und bezieht sich auf die hiesigen Steinsalzvorkommen, aus welchen hier Solequellen zutage treten.
Anfangs zum unabhängigen Fürstentum Galitsch gehörend, kam der Ort 1450 endgültig zum Großfürstentum Moskau. Bis zum 17. Jahrhundert blieb er bedeutendes Zentrum der Salzsiederei, welche sich nun im Besitz des Sergios-Dreifaltigkeits- und fünf weiterer Klöster befand.
Im 15. Jahrhundert wurden Befestigungsanlagen errichtet, die 1532 einer Belagerung durch die Tataren standhielten.
In der Zeit der Wirren wurde Soligalitsch 1609 Sitz eines Woiwoden, von polnischen Truppen und 1649 von einem Stadtbrand zerstört.
1778 erhielt der Ort das Stadtrecht als Verwaltungszentrum eines Kreises (Ujesds) des Gouvernements Kostroma. 1808 zerstörte ein erneuter Brand fast die gesamte Stadt. 1823 wurde die Salzsiederei eingestellt und die Stadt entwickelte sich im Verlaufe des Jahrhunderts zu einem Zentrum der Holzteerherstellung und des Schmiedehandwerks.

### Bevölkerungsentwicklung
| Jahr | Einwohner |
| ---- | --------- |
| 1897 | 3419      |
| 1926 | 3479      |
| 1939 | 5383      |
| 1959 | 5773      |
| 1970 | 6701      |
| 1979 | 7134      |
| 1989 | 7456      |
| 2002 | 6996      |
| 2010 | 6438      |

Anmerkung: Volkszählungsdaten

## Kultur und Sehenswürdigkeiten
Im historischen Stadtzentrum sind die Kreuzerhöhungskirche (Крестовоздвиженская церковь/Krestowosdwischenskaja zerkow) von 1817, die Christi-Verklärungs-Kirche (Преображенская церковь/Preobraschenskaja zerkow) von 1821, die Nikolaus-Kirche am Nawolok (церковь Николы на Наволоке/zerkow Nikoly na Nawoloke) von 1688 sowie die Handelsreihen aus der Mitte des 19. Jahrhunderts erhalten.
Am Ufer der Kostroma liegen das Auferstehungskloster (Воскресенский монастырь/Woskressenski monastyr) mit der Auferstehungskirche (Воскресенская церковь/Woskressenskaja zerkow) von 1660 bis 1669 und der Epiphaniaskirche (Богоявленская церковь/Bogojawlenskaja zerkow) von 1681. In seiner Nähe befindet sich das bereits 1335 gegründete  Christi-Geburts-Kloster (Рождественский монастырь/Roschdestwenski monastyr) mit der Christi-Geburts-Kirche (собор Рождества Христова/zerkow Roschdestwa Christowa) von 1668 bis 1805.
Die Stadt besitzt ein Heimatmuseum, welches nach Gennadi Newelskoi benannt ist.

## Persönlichkeiten
- Gennadi Newelskoi (1813–1876), Admiral und Entdecker, geboren auf dem Landsitz Drakino bei Soligalitsch

## Wirtschaft
Soligalitsch ist Zentrum der Holz- und Baumaterialienwirtschaft (Kalkstein und -mehl). Daneben kleinere Betriebe der Textil- und Lebensmittelindustrie.
Die Stadt ist seit 1841 auch balneologischer Kurort auf Grundlage der örtlichen Solequellen und Heilschlämme.